# Західний Кювет
За́хідний Кюве́т (фр. Cuvette-Oues) — департамент в північно-західній частині Республіки Конго. Межує з департаментами Кювет і Санга та Габоном. Площа - 28 790 км². Населення на 2010 рік - 70 748 осіб. Щільність - 2,46 осіб/км². Природний приріст - 5,77%. Адміністративний центр - місто Ево.

## Населення
Динаміка зміни чисельності населення:
| Рік  | населення |
| ---- | --------- |
| 1984 | 37 029    |
| 1996 | 49 422    |
| 2006 | 56 519    |
| 2010 | 70 748    |

## Адміністративний поділ
Західний Кювет підрозділяється на 6 округів:
- Ево (20 195 осіб).
- Етумбі (12 387 осіб).
- Келле (15 205 осіб).
- Мбама (8040 осіб).
- Мбомо (7163 людини).
- Окойо (10 009 осіб).